# Sextius Alexandre François de Miollis
Sextius Alexandre François de Miollis, meglio noto nella storiografia italiana come Sesto Alessandro Francesco Miollis (Aix-en-Provence, 18 settembre 1759 – Aix-en-Provence, 18 giugno 1828), è stato un generale francese.
Figlio di un consigliere del Parlamento, nobilitato nel 1770, aveva un fratello dottore in diritto nel 1781, avvocato poi prefetto di Finistère dal 1805 al 1815, e un altro, François-Melchior, vescovo di Digne dal 1805 al 1838.

## Biografia
Intrapresa la carriera militare all'età di 17 anni nel reggimento di fanteria Soissonnais-Infanterie, partecipò come sottotenente alla guerra d'indipendenza americana, sotto il comando del generale Rochambeau; fu ferito durante l'assedio di Yorktown (1781) e divenne capitano.
Capo del 1º Battaglione di volontari nazionali del dipartimento Bocche del Rodano, nel 1792 diede numerose prove di valore e nel 1796 fu nominato generale di brigata. Partecipò alla Prima campagna d'Italia di Napoleone Bonaparte nel 1796 e 1797, segnalandosi nell'assedio di Mantova, che comandò personalmente. Divenuto generale di divisione dopo il trattato di Campoformio, fu incaricato di occupare la Toscana.
Nel 1799 fu tra i difensori di Genova agli ordini del generale Masséna. Fu poi, nel 1803, governatore di Belle Île e nel 1806 di Mantova, ove fece erigere un monumento al poeta latino Virgilio e, approfittando di un breve soggiorno nella città di Ferrara, fece trasferire in gran pompa le ceneri dell'Ariosto nell'Università della città. La città di Verona gli deve il restauro della sua famosa Arena.
Nel 1807 divenne comandante delle truppe francesi in Toscana e il 3 febbraio 1808 occupò la città di Roma con una divisione, comportandosi tuttavia con moderazione nell'eseguire i severi ordini ricevuti nei confronti di Pio VII e della regina di Etruria, Maria Luisa di Borbone-Spagna. Rimase governatore degli Stati pontifici fino al 1813.
Luigi XVIII gli affidò i dipartimenti di Bocche del Rodano e della Vaucluse. Inviato a sbarrare la strada a Napoleone I fuggito dall'esilio dell'isola d'Elba, si riunì a lui. Durante i cento giorni Napoleone lo incaricò  del comando di Metz, ove rimase fino a metà di ottobre del 1815, quando si ritirò definitivamente dalla vita attiva.